# HTV-X
New Space-Station Resupply Vehicle (新型宇宙ステーション補給機?, Shingata Uchū Sutēshon Hokyūki), provvisoriamente chiamato HTV-X, è un veicolo spaziale per il trasporto di carico utile in fase di sviluppo da parte della Japan Aerospace Exploration Agency (JAXA) come successore della navicella H-II Transfer Vehicle (HTV). Il primo volo è previsto per settembre 2025.

## Voli spaziali
| Missione | Stemma | Data di lancio | Data di atterraggio | Note                                       | Risultato   |
| -------- | ------ | -------------- | ------------------- | ------------------------------------------ | ----------- |
| HTV-X1   |        | settembre 2025 |                     | Prima missione della nuova navicella cargo | Programmato |
| HTV-X2   |        | 2026           |                     | Seconda missione                           | Programmato |
| HTV-X1   |        | 2026           |                     | Terza missione                             | Programmato |